# Bistum Tunduru-Masasi
Das Bistum Tunduru-Masasi (lat.: Dioecesis Tunduruensis-Masasiensis) ist eine in Tansania gelegene römisch-katholische Diözese mit Sitz in Tunduru.

## Geschichte
Das Bistum Tunduru-Masasi wurde am 17. Oktober 1986 durch Papst Johannes Paul II. mit der Apostolischen Konstitution Cogitantes de Ecclesia aus Gebietsabtretungen des Bistums Nachingwea errichtet und dem Erzbistum Daressalam als Suffraganbistum unterstellt. Am 18. November 1987 wurde das Bistum Tunduru-Masasi dem Erzbistum Songea als Suffraganbistum unterstellt.

## Bischöfe von Tunduru-Masasi
- Polycarp Pengo, 1986–1990, dann Koadjutorerzbischof von Daressalam
- Magnus Mwalunyungu, 1992–2005
- Castor Paul Msemwa, 2005–2017
- Filbert Felician Mhasi, seit 2018